# Give It 2 Me (chanson)
Pour les articles homonymes, voir Give It to Me.
Singles de Madonna et Pharell Williams
4 Minutes
(2008) Miles Away
(2008)
Pistes de Hard Candy
4 Minutes
(2) Heartbeat
(4)
Give It 2 Me est une chanson de Madonna, écrite et composée par Madonna et Pharell Williams, choisie comme second single extrait de l'album Hard Candy, sorti en 2008.
Lyriquement, bien que la chanson semble être sur la danse et le sexe, en réalité Madonna utilise le sarcasme pour souligner la longévité de sa carrière. Les paroles expliquent qu’elle ne veut pas se retirer de sa carrière à ce moment-là et qu’elle possède la capacité de continuer, comme l’indique le passage "Don't stop me now, no need to catch my breath, I can go on and on and on" ("Ne m’arrêtez pas maintenant, pas besoin de reprendre mon souffle, je peux continuer encore et encore").

## Titres disponibles
Royaume-Uni/EU CD1
1. "Give It 2 Me" (album version) – 4:47
2. "Give It 2 Me" (Oakenfold extended mix) – 7:08

Royaume-Uni/EU CD2 / Australian Single
1. "Give It 2 Me" (album version) – 4:47
2. "Give It 2 Me" (Oakenfold Drums In) – 5:45
3. "Give It 2 Me" (Eddie Amador House Lovers remix) – 7:56

Royaume-Uni 12" vinyl
(picture disc)
Side A
1. "Give It 2 Me" (Oakenfold extended mix) – 7:08
2. "Give It 2 Me" (Oakenfold Drums In) – 5:45

Side B
1. "Give It 2 Me" (Eddie Amador Club mix) – 11:11

U.S. maxi-single
1. "Give It 2 Me" (Fedde Le Grand remix)
2. "Give It 2 Me" (Oakenfold Extended remix)
3. "Give It 2 Me" (Oakenfold Drums In mix)
4. "Give It 2 Me" (Eddie Amador club)
5. "Give It 2 Me" (Eddie Amador House Lovers remix)
6. "Give It 2 Me" (Tong & Spoon)
7. "Give It 2 Me" (Jody den Broeder club)
8. "Give It 2 Me" (Sly & Robbie Bongo mix)

U.S.  CD promotionnel 2 pistes
1. "Give It 2 Me" (album version) – 4:47
2. "Give It 2 Me" (radio edit) – 4:02

iTunes exclusive
1. "Give It 2 Me" (Oakenfold radio edit) – 4:57

U.S. 2 disques promotionnels
Disque 1:
1. "Give It 2 Me" (Eddie Amador Club mix) – 11:05
2. "Give It 2 Me" (Eddie Amador Club 7 edit) – 7:18
3. "Give It 2 Me" (Eddie Amador Club 5 edit) – 4:56
4. "Give It 2 Me" (Eddie Amador dub) – 10:37
5. "Give It 2 Me" (Eddie Amador dub 7 edit) – 7:26
6. "Give It 2 Me" (Eddie Amador Houselover mix) – 7:52
7. "Give It 2 Me" (Eddie Amador Houselover 5 edit) – 4:50

Disque 2:
1. "Give It 2 Me" (Jody Club mix) – 9:29
2. "Give It 2 Me" (Jody Club 7 edit) – 7:25
3. "Give It 2 Me" (Jody dub) – 9:57
4. "Give It 2 Me" (Jody edit) – 4:07
5. "Give It 2 Me" (Jody edit TV) – 4:08
6. "Give It 2 Me" (Oakenfold remix) – 5:46
7. "Give It 2 Me" (Oakenfold Dub) – 6:14
8. "Give It 2 Me" (Oakenfold extended) – 6:59
9. "Give It 2 Me" (Oakenfold Drums In mix) – 5:54

US  CD 9 pistes promotionnel
1. "Give It 2 Me" (Fedde Le Grand remix)
2. "Give It 2 Me" (Oakenfold Extended remix)
3. "Give It 2 Me" (Oakenfold Drums In mix)
4. "Give It 2 Me" (Eddie Amador club)
5. "Give It 2 Me" (Eddie Amador House Lovers remix)
6. "Give It 2 Me" (Tong & Spoon)
7. "Give It 2 Me" (Jody den Broeder club)
8. "Give It 2 Me" (Sly & Robbie Bongo mix)
9. "Give It 2 Me" (Fedde Le Grand Dub)  – 6:41

## Vidéoclip
Le vidéoclip a été filmé le 3 avril 2008 à Londres, par le photographe Tom Munro et Nathan Rissman. Les parties où l'on voit Pharrell ont été utilisées lors de la tournée promotionnelle. La vidéo en entier a été mise sur la toile sur le site Youtube le 31 mai, mais elle fut rapidement supprimée par Warner Bros. La vidéo a été diffusée officiellement sur Yahoo!, AOL et Itunes Stores le 4 juin puis sur le Channel 4 en Grande-Bretagne le 5 juin 2008 et enfin aux États-Unis le 10 juin sur la chaine MTV à l'émission TRL. La vidéo met en vedette Madonna et Pharrell chantant sur différents fonds. Madonna a un look rétro-chic, la photographie a été réalisée par Tom Munro pour le magazine Elle.
- Directeurs : Tom Munro, Nathan Rissman
- Producteur : Nicola Doring
- Directeur de la photographie : Tom Munro
- Éditeur : Danny Tull
- Compagnie de production : HSI London

## Remixes
- Paul Oakenfold (Extended) Remix (6 min 59)
- Paul Oakenfold Edit (5 min 00)
- Paul Oakenfold Drums In Mix (5 min 44)
- Paul Oakenfold Dub Mix (sur aucun support mais disponible sur le net) (6 min 17)

- Fedde Le Grand Remix (6 min 41)
- Fedde Le grand Remix Edit (4 min 48)
- Fedde Le Grand Dub (6 min 41)

- Eddie Amador Club (11 min 05)
- Eddie Amador Club Edit (7 min 19)
- Eddie Amador Dub (9 min 59)
- Eddie Amador Edit (4 min 57)
- Eddie Amador Club Mix - Club Dub (sur aucun support, mais disponible sur le net) (10 min 40)
- Eddie Amador House Lovers Mix (7 min 52)

- Tong & Spoon Get Stupid Dub (7 min 34)
- Tong & Spoon Wonderland Radio Edit (4 min 28)
- Jody Den Broeder Edit (4 min 08)
- Jody Den Broeder Club (9 min 33)
- Jody Den Broeder Club Edit (7 min 26)
- Jody Den Broeder Dub (9 min 57)

- Sly & Robbie Bongo Mix (4 min 54)
- Sly & Robbie Ragga Mix (4 min 56)

Liste non exhaustive

## Classement du titre
| Pays                                     | Meilleure Position |
| ---------------------------------------- | ------------------ |
| Australie (ARIA)                         | 3                  |
| Belgique                                 | 2                  |
| Brésil                                   | 7                  |
| Bulgarie                                 | 1                  |
| Canada                                   | 1                  |
| Chili                                    | 7                  |
| Danemark                                 | 1                  |
| Finlande                                 | 1                  |
| France                                   | 2                  |
| Hongrie                                  | 1                  |
| Irlande                                  | 3                  |
| Italie                                   | 1                  |
| Lituanie                                 | 2                  |
| Malte                                    | 1                  |
| Mexique                                  | 24                 |
| Norvège                                  | 6                  |
| Pays-Bas                                 | 1                  |
| Pologne                                  | 1                  |
| République tchèque                       | 3                  |
| Royaume-Uni                              | 2                  |
| Russie                                   | 11                 |
| Suède                                    | 4                  |
| Slovaquie                                | 3                  |
| Slovénie                                 | 1                  |
| Taïwan                                   | 1                  |
| Turquie                                  | 1                  |
| Ukraine                                  | 2                  |
| Venezuela                                | 1                  |
| États-Unis Billboard Hot 100             | 41                 |
| États-Unis Billboard Pop 100             | 11                 |
| États-Unis Billboard Hot Digital Song    | 1                  |
| États-Unis Billboard Hot Dance Club Play | 7                  |
| États-Unis Billboard Hot Dance Airplay   | 1                  |
| Europe                                   | 1                  |
| [ 8 ]                                    | 1                  |

## Sur scène
Madonna a interprété la chanson dans sa version d'origine durant sa mini tournée de promotion de Hard Candy. Par contre, lors du sticky and sweet tour, c'est un remixe inédit qui remplaçait la version de l'album.